# Низок (Псковская область)
Низок — деревня в Бежаницком районе Псковской области. Входит в состав сельского поселения муниципальное образование «Чихачёвская волость».
Расположена в 27 км (или в 57 км по дорогам) к северу от райцентра, посёлка Бежаницы, и в 5 км к юго-западу от волостного центра, села Чихачёво.

## Население
Численность населения по оценке на 2000 год составляла 19 жителей.